# Eupodophis descouensi
Eupodophis descouensi — викопний вид змій родини Pachyophiidae, що мешкав у крейдяному періоді, 92 млн років тому.

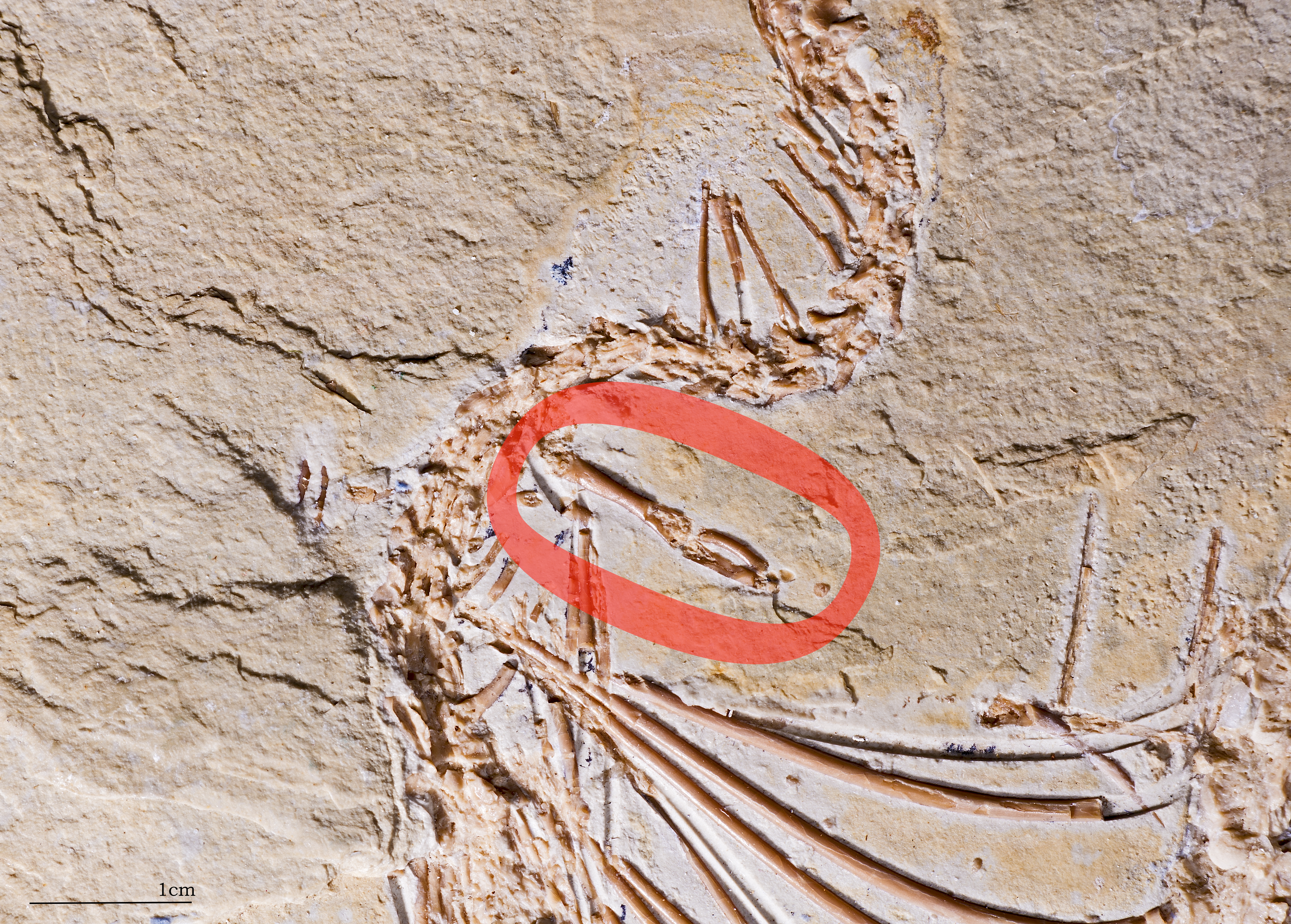
Задні кінцівки Eupodophis

Скам'янілі рештки виду виявлені у 2000 році поблизу села Аль-Наммура в Лівані. Тіло змії сягало 85 см завдовжки. Після досліджень за допомогою комп'ютерної рентгенотомографії були виявлені зредуковані задні кінцівки завдовжки 2 см. Вважається, що даний вид є близьким до пращура усіх змій, тому подальші дослідження можуть пролити світло на походження змій.